# Giordano Bruno (film)
Giordano Bruno è un film del 1973 diretto da Giuliano Montaldo.

## Trama

Giordano Bruno a confronto con i suoi persecutori.

Il film racconta gli ultimi anni della vita del filosofo nolano Giordano Bruno, dal 1592 fino all'uccisione nel 1600.
Inizia a Venezia con una processione commemorativa della battaglia di Lepanto da cui Giordano Bruno prende spunto per condannare l'uso della violenza da parte della religione. Giovanni Francesco Mocenigo, che lo ospita per imparare da lui i segreti dell'arte della memoria e della magia, è spaventato dal suo anticonformismo ai limiti dell’eversivo e, dietro consiglio del suo confessore, lo denuncia all'Inquisizione veneziana.
Rivestito l'abito domenicano, Giordano Bruno affronta gli interrogatori: il processo veneziano sembra doversi chiudere in tempi brevi, anche perché Bruno, di fronte al pericolo di una possibile estradizione al Sant'Uffizio di Roma, sembra disposto ad abiurare, per riottenere la libertà e poter "ritornare a pensare", come egli stesso confida in cella a fra' Celestino da Verona, un frate cappuccino suo compagno di carcere. La sua mossa, però, non ottiene l'effetto sperato: nonostante la renitenza del Patriarca di Venezia Lorenzo Priuli, il Senato di Venezia, per ragioni di convenienza politica, decide di accogliere la richiesta di estradizione avanzata dal Sant'Uffizio. Il processo, pertanto, ricomincia.

Una scena del film con Charlotte Rampling

Di fronte agli inquisitori romani, che gli imputano varie affermazioni eretiche, il Bruno nega recisamente ogni addebito, e afferma di essersi sempre e solo interessato di filosofia, mai di teologia: sottoposto a tortura, non ammette nessuna delle eresie che gli vengono imputate e si limita a rispondere: "Parlerò solo con Clemente VIII".
La sua condotta processuale fa emergere tra i giudici romani divergenze sul trattamento da riservargli: se il cardinal Giulio Antonio Santori è senz'altro a favore della linea dura, e vuole in tempi brevi un giudizio netto di condanna che conduca il Bruno sul rogo, il cardinale Bellarmino propende per una condotta processuale più morbida, che tenga conto della statura intellettuale e culturale dell'imputato e lo induca all'abiura e alla riconciliazione con la Chiesa cattolica. Di fronte a questa spaccatura, papa Clemente VIII si rivela indeciso, anche se sembra più propenso ad appoggiare la moderazione di Bellarmino. Con lui, il Bruno ha un lungo colloquio, che però non sblocca la situazione.
Nel frattempo, la sua posizione processuale si aggrava: contro di lui vengono mosse nuove accuse proprio da quel Celestino da Verona che era stato suo compagno di carcere a Venezia e che ora si trova anch'egli incarcerato e inquisito a Roma. Alla fine, i giudici gli chiedono di abiurare otto proposizioni da loro giudicate eretiche, le stesse che egli si era detto disposto ad abiurare a Venezia, e gli concedono il termine di quaranta giorni per riflettere.
Scaduto questo tempo, il Bruno si ripresenta davanti a loro: richiesto di che cosa abbia da dire in merito alla proposta del Sant'Uffizio, egli ammette solo la colpa di aver commesso l'ingenuità di "chiedere a chi ha il potere di riformare il potere". La sua risposta definitiva è chiara: sul piano delle idee, egli non ha nulla da abiurare o da rinnegare; gli unici suoi errori sono da ricercarsi sul piano operativo, in quanto Bruno, per far passare le sue idee, ha usato i sistemi sbagliati. È una presa di posizione che conduce inesorabilmente alla condanna.
Il giorno 8 febbraio del 1600, in casa del cardinal Madruzzi, si dà solennemente lettura della sentenza, che decreta per il Bruno la scomunica, la degradazione dagli ordini sacri maggiori e minori e la consegna al braccio secolare: mentre la sentenza viene letta, il Bruno, guardando in faccia uno ad uno i suoi giudici, dice loro sommessamente: "Tenete più paura voi". Segue l'ultimo atto: all'alba del 17 febbraio 1600, "con la lingua in giova", ossia chiusa in una morsa che gli impedisce di parlare, Giordano Bruno viene condotto a Campo de' Fiori e lì viene bruciato.

## Produzione
Il film è il ritratto a tutto tondo di una vittima del potere, in una società che considerava ancora eretica e blasfema l'ipotesi di una distinzione fra fede e scienza. Da ricordare un intenso e indimenticabile Gian Maria Volonté, e una ricostruzione visiva di Venezia ricalcata sui chiaroscuri dei grandi pittori del Cinquecento, valorizzata dalla fotografia di Vittorio Storaro e dalle musiche di Ennio Morricone.
Girato da Giuliano Montaldo subito dopo Sacco e Vanzetti, il film cerca di conciliare la sua valenza ideologica con le esigenze della spettacolarità. Giordano Bruno appare nel film come un uomo di bell'aspetto, mentre dalle fonti biografiche e autobiografiche sappiamo che il filosofo nolano era di bassa statura e aveva un aspetto misero.